# Poker en 2015
Cet article résume les événements liés au monde du poker en 2015.

## Tournois majeurs

### World Series of Poker 2015
Joe McKeehen remporte le Main Event.

### World Series of Poker Europe 2015
Kevin MacPhee remporte le Main Event.

### World Poker Tour Saison 13
| Étape                             | Vainqueur          |
| --------------------------------- | ------------------ |
| Borgata Winter Poker Open         | Aaron Mermelstein  |
| Lucky Hearts Poker Open           | Brian Altman       |
| Fallsview Poker Classic           | Anthony Zinno      |
| L.A. Poker Classic                | Anthony Zinno      |
| Bay 101 Shooting Star             | Taylor Paur        |
| Vienne                            | Konstantinos Nanos |
| Rolling Thunder                   | Ravee Sundar       |
| Seminole Hard Rock Poker Showdown | Griffin Paul       |
| WPT World Championship            | Asher Conniff      |

### World Poker Tour Saison 14
| Étape                            | Vainqueur         |
| -------------------------------- | ----------------- |
| Canadian Spring Championship     | Sheraz Nasir      |
| Amsterdam                        | Farid Yachou      |
| Choctaw                          | Jason Brin        |
| Legends of Poker                 | Mike Shariati     |
| Borgata Poker Open               | David Paredes     |
| Maryland Live                    | Aaron Mermelstein |
| Emperors Palace Poker Classic    | Ben Cadde         |
| Nottingham                       | Iaron Lightbourne |
| Bounty Scramble                  | Tyler Patterson   |
| Montréal                         | Jared Mahoney     |
| Prague                           | Javier Gómez      |
| Five Diamond World Poker Classic | Kevin Eyster      |

### European Poker Tour Saison 11
| Étape       | Vainqueur     |
| ----------- | ------------- |
| PCA         | Kevin Schulz  |
| Deauville   | Ognyan Dimov  |
| Malte       | Jean Montury  |
| Monte-Carlo | Adrián Mateos |

### European Poker Tour Saison 12
| Étape     | Vainqueur     |
| --------- | ------------- |
| Barcelone | John Juanda   |
| Malte     | Niall Farrell |
| Prague    | Hossein Ensan |

### Asia Pacific Poker Tour Saison 9
| Étape                      | Vainqueur          |
| -------------------------- | ------------------ |
| Aussie Millions            | Manny Stavropoulos |
| Macau Poker Cup            | Yuguang Li         |
| Séoul                      | Jason Mo           |
| Macao                      | Yat Cheng          |
| Manille                    | Aaron Lim          |
| Asia Championship of Poker | Zhou Zhou          |

### Latin American Poker Tour Saison 8
| Étape                 | Vainqueur           |
| --------------------- | ------------------- |
| PCA                   | Joshua Key          |
| Viña del Mar          | Oscar Alache Orrego |
| Panama                | Shakeeb Kazemipur   |
| Lima                  | Claudio Gali        |
| Punta del Este        | Mario López         |
| São Paulo Grand Final | Yuri Martins        |

### France Poker Series Saison 4
| Étape           | Vainqueur        |
| --------------- | ---------------- |
| Deauville Final | Anthony Apicella |

### France Poker Series Saison 5
| Étape   | Vainqueur        |
| ------- | ---------------- |
| Monaco  | Sebastian Supper |
| Lille   | Bart Lybaert     |
| Enghien | Arnaud Desbrosse |

### UK and Ireland Poker Tour Saison 5
| Étape                | Vainqueur           |
| -------------------- | ------------------- |
| Londres              | Rapinder Cheema     |
| Londres Series 7     | Christopher Yong    |
| Nottingham           | Sam Mitten-Laurence |
| Londres Series 8     | Giovanni Canali     |
| Marbella             | Isidoro Barrena     |
| Bristol              | Pierrick Tallon     |
| Douglas              | Daniel Stacey       |
| Londres Super Series | Dale Garrad         |
| Édimbourg            | David Gómez         |

### Estrellas Poker Tour Saison 6
| Étape     | Vainqueur          |
| --------- | ------------------ |
| Madrid    | Nicki Vestergaard  |
| Marbella  | Isidoro Barrena    |
| Barcelone | Mario Javier López |

### Italian Poker Tour Saison 7
| Étape         | Vainqueur             |
| ------------- | --------------------- |
| Malte         | Georgios Zisimopoulos |
| Saint-Vincent | Alessandro Adinolfo   |
| Nova Gorica   | Matteo Mutti          |
| Malte 2       | Chauskin Natan        |

### Eureka Poker Tour Saison 5
| Étape    | Vainqueur            |
| -------- | -------------------- |
| Rozvadov | Raphael Wimmer       |
| Hambourg | Tom Holke            |
| Prague   | Javier Rojas Mederos |

### Australia New Zealand Poker Tour Saison 7
Il s'agit de la dernière saison de l'Australia New Zealand Poker Tour.
| Étape     | Vainqueur        |
| --------- | ---------------- |
| Perth     | Michael Kane     |
| Sydney    | Dimitrios Psaros |
| Melbourne | Lin Shi          |

### Aussie Millions Poker Championship 2015
Manny Stavropoulos remporte le Main Event, Richard Yong le High Roller et Phil Ivey, pour la troisième fois et deux années de suite, le Super High Roller.

## Poker Hall of Fame
Jennifer Harman et John Juanda sont intronisés.

## Divers
Le 19 février, l'Aviation Club de France, qui a accueilli plusieurs étapes du World Poker Tour, fermé par les autorités depuis le 16 septembre 2014, est mis en liquidation judiciaire.

## Décès
- 6 avril : Dave Ulliott (né le 1er avril 1954)